# Freddie Bartholomew
Freddie Bartholomew, all'anagrafe Frederick Cecil Bartholomew (Dublino, 28 marzo 1924 – Sarasota, 23 gennaio 1992), è stato un attore, produttore televisivo e regista televisivo irlandese naturalizzato statunitense, tra i più popolari attori bambini del cinema.

## Biografia

### Infanzia ed esordio
Abbandonato in tenera età dai genitori, il piccolo Freddie fu allevato in Inghilterra dalla zia Millicent Barthomolew, da cui prese il cognome. Dopo aver debuttato ancora bambino in Inghilterra in alcuni film minori, nel 1934, durante una visita negli Stati Uniti con la zia, fu notato dal produttore cinematografico David O. Selznick e gli venne offerto di trasferirsi a Hollywood per interpretare la parte di protagonista nel film David Copperfield (1935) di George Cukor. Per il ruolo, Selznick aveva già considerato un ragazzo americano, l'attore David Holt, ma dopo aver incontrato Bartholomew si rese conto che il personaggio avrebbe tratto beneficio dall'essere interpretato da un attore britannico. Il grande successo del film fece dell'undicenne Bartholomew una star del cinema e rappresentò l'inizio di una sfolgorante (anche se breve) carriera.

### Carriera
Il giovane attore fu scritturato in una sequela di prestigiose produzioni cinematografiche accanto ad alcune delle star più popolari del momento. Apparve in classici quali Anna Karenina (1935), nel ruolo del figlio della protagonista (interpretata da Greta Garbo), Lord Fauntleroy (1936), nel celebre personaggio dell'orfano di un nobile inglese, e Capitani coraggiosi (1937), nel suo ruolo di maggior successo, quello del figlio viziato di un miliardario, che diventa amico del pescatore Manuel (Spencer Tracy).
In quel periodo, il compenso di Bartholomew arrivò a raggiungere la cifra di 2500$ a settimana, facendo di lui il bambino del cinema più pagato dopo Shirley Temple.

### Problemi giudiziari con la famiglia
Il successo ottenuto e il livello di fama raggiunto da Bartholomew causarono il tentativo dei suoi genitori di ottenere nuovamente la sua custodia. Nel corso degli anni quaranta la sua carriera subì quindi una battuta d'arresto, sia a causa dei lunghi procedimenti giudiziari intentati fin dal 1937 dai familiari, che si contendevano l'affidamento di Freddie e le sue cospicue rendite finanziarie, sia per problemi di salute che lo tennero a lungo lontano dalle scene.
Gran parte della ricchezza che Bartholomew aveva accumulato negli anni del successo si esaurì per far fronte alle spese giudiziarie conseguenti al prolungarsi della battaglia legale con i parenti. Ormai divenuto adolescente, l'attore tentò di continuare la sua attività durante gli anni quaranta nei ruoli che gli erano congeniali, ma non ottenne più il successo di un tempo e come attore teenager perse molta popolarità, tanto che all'inizio degli anni cinquanta smise di recitare.

### Dopo Hollywood
Ritiratosi nel 1951, Bartholomew continuò a occuparsi di spettacolo per alcune decine d'anni, lavorando per la televisione come produttore. Nel 1954 andò a lavorare per una delle maggiori agenzie pubblicitarie, la Benton & Bowles, della quale 11 anni più tardi sarebbe divenuto vice-presidente. Allontanatosi dal mondo di Hollywood, continuò l'attività esclusivamente per il piccolo schermo.
Commentando il periodo in cui i milioni guadagnati da bambino furono spesi per gran parte in processi, dichiarò di essere stato prosciugato e si disse amareggiato riguardo alla fortuna perduta e alle esperienze di Hollywood.
Divenuto cittadino americano nel 1943, Bartholomew morì di enfisema nel 1992 in Florida, all'età di 67 anni.

## Riconoscimenti
- Ha una stella al numero 6663 di Hollywood Boulevard nella Hollywood Walk of Fame, per il suo contributo all'industria cinematografica[2].
- E' una delle 250 Greatest Male Screen Legends nominate dall'American Film Institute nel 1999 per la scelta delle AFI's 100 Years... 100 Stars.[3]
- Young Hollywood Hall of Fame (1930's)

## Filmografia

### Cinema
- Toyland, regia di Alexander Oumansky (1930) - corto
- Fascination, regia di Miles Mander (1931)
- Strip, Strip, Hooray, regia di Norman Lee (1932) (non accreditato)
- Lily Christine, regia di Paul L. Stein (1932) (non accreditato)
- David Copperfield (The Personal History, Adventures, Experience, and Observation of David Copperfield, the Younger), regia di George Cukor (1935)
- Anna Karenina, regia di Clarence Brown (1935)
- Professional Soldier, regia di Tay Garnett (1935)
- Lord Fauntleroy (Little Lord Fauntleroy), regia di John Cromwell (1936)
- Simpatica canaglia (The Devil Is a Sissy), regia di W. S. Van Dyke (1936)
- I Lloyds di Londra (Lloyds of London), regia di Henry King (1936)
- Capitani coraggiosi (Captains Courageous), regia di Victor Fleming (1937)
- Il vascello maledetto (Kidnapped), regia di Alfred L. Werker (1938)
- Lord Jeff, regia di Sam Wood (1938)
- Listen Darling, regia di Edwin L. Marin (1938)
- Prime armi (The Spirit of Culver), regia di Joseph Santley (1939)
- Two Bright Boys, regia di Joseph Santley (1939)
- Come Robinson Crusoè (Swiss Family Robinson), regia di Edward Ludwig (1940)
- Non sono una spia (Tom Brown's School Days), regia di Robert Stevenson (1940)
- Naval Academy, regia di Erle C. Kenton (1941)
- Cadets on Parade, regia di Lew Landers (1942)
- Un americano a Eton (A Yank at Eton), regia di Norman Taurog (1942)
- Junior Army, regia di Lew Landers (1942)
- The Town Went Wild, regia di Ralph Murphy (1944)
- St. Benny the Dip, regia di Edgar G. Ulmer (1951)

### Televisione
- The Ford Theatre Hour – serie TV, un episodio (1949)
- Cameo Theatre – serie TV, un episodio (1950)
- Lights Out – serie TV, episodio 3x08 (1950)

## Doppiatori italiani
- Gianfranco Bellini in Capitani coraggiosi
- Luciano De Ambrosis in Davide Copperfield (1º ridoppiaggio 1950)
- Massimo Turci in  Un americano a Eton
- Maria Pia Di Meo in Anna Karenina (1º ridoppiaggio 1951)
- Paolo Modugno in Capitani coraggiosi (ridoppiaggio 1952)